# Economia da informação
A Economia da Informação é um campo de estudos interdisciplinar entre a Economia, a Ciência da informação e a Comunicação que trata da informação como mercadoria e bem de produção necessária às atividades econômicas no sistema capitalista pós-industrial. A Economia da Informação assumiu uma grande importância após a publicação dos trabalhos seminais de Greenwald e Stiglitz (1986), que a tornaram um subdisciplina da Economia e culminaram com a outorga de um Prêmio de Ciências Econômicas (Nobel), em 2001, a seus idealizadores.

## Conceito
Mattelart (2002) relata o ponto de encontro da Ciência Econômica com a Ciência da Informação, atribuindo ao economista austríaco radicado nos EUA Fritz Machlup esta convergência. Foi Machlup (1962) quem produziu o primeiro estudo, envolvendo evidências empíricas lastreadas nos modelos teóricos de economia, de que existia uma nova categoria econômica de riqueza, que se sobressaía dos segmentos tradicionais da economia até então conhecidos. Nesse estudo, Machlup identifica uma elevada participação, no PIB norte-americano, de um novo segmento, que denominou de “indústria do conhecimento”. É este economista quem inicialmente fornece uma contribuição singular na ligação da informação e do conhecimento com a economia e alerta amplamente de que a informação já estava consolidada como processo no modo de produção capitalista.
Embora já existissem as bases da inserção da informação como elemento da esfera econômica no modo de produção capitalista, como já pudemos observar pelo relato transcrito de Dantas (2002), elas passam a ser notórias e a merecer mais atenção a partir do estudo de Machlup originado na década de 1960.
Paralelamente a estes fatos, em 1962 foi publicado pela Rand Corporation um relatório que viria a se consolidar como o grande processo da gênese do suporte para as redes atuais e que mudaria de vez o conceito da dinâmica da informação. O relatório de autoria de Paul Baran, intitulado “On distributed communications network”, patrocinado pela Força Aérea norte-americana, viria a mudar o conceito da unidade de informação central e única. A averiguação de Baran apontava que as possíveis soluções para a proteção dos sistemas de comunicações deveriam passar necessariamente pela descentralização das unidades de informação militar. Algumas das suas considerações principais indicavam como solução: a necessidade premente da exclusão do ponto central, ou seja, uma rede descentralizada e espalhada em vários pontos ou “nós”. Todos os pontos da rede seriam semelhantes e equiparados em status de importância. Cada unidade deveria possuir sua própria autoridade e seria autônoma para produzir, transmitir e recepcionar mensagens. Nascia assim o princípio de algo que revolucionaria os conceitos de comunicação e informação e que foi denominado posteriormente de Internet.
A proposta de Baran esbarrava no problema de como construir sua rede dinâmica e torná-la veloz. Era exatamente nesse contexto que as idéias de Bush se encaixavam. A solução ao problema de Baran, delineia-se ainda, na década de 1960. Estava implícita no conceito criado pelo sociólogo norte americano, Theodore Nelson, que influenciado pelas ideias de Bush criaria o conceito de “hipertexto ”.
As ideias de Bush e Nelson viriam a se concretizar somente no início da década de 1990, quando da criação do código linguagem HTML por Tim Berners-Lee.  Uma verdadeira revolução, pois tal fato, promoveria definitivamente a criação da "rede de computadores de alcance mundial” pela World Wide Web (www) . A dinâmica informacional se transformaria definitivamente a partir desse contexto. A descentralização, a universalidade e o armazenamento de informação se incorporariam irreversivelmente à velocidade da tecnologia. Essa evolução na estrutura conceitual do emprego da informação, definitivamente incorporada à tecnologia de comunicação, viria a viabilizar toda a transformação da lógica do modo de produção Capitalista Industrial na década de 1990.
Esta nova lógica de racionalização, informação e tecnologia, possibilitam definitivamente a mudança do modelo de produção baseado no fordismo, para o toyotismo. Os grandes conglomerados industriais passam a articular sua produção em amplas plantas industriais alocadas em diferentes locais do planeta. A integração dessa produção passa a se viabilizar pelos fluxos de informação conduzidos por redes globais. A mobilidade e flexibilidade do processo, não permitem que sejam recriados mecanismos de reabsorção de mão-de-obra de baixa qualificação, mesmo com a expansão dos mercados. A descentralização industrial e a descontinuidade geográfica aparecem, como trunfo do Capital e como barreiras para o trabalho. Causam violentos impactos nas estratégias sindicais dos países ricos.
O alinhamento do tripé economia, informação e capital evidencia-se de maneira clara na década de 1990, principalmente quando observamos o endurecimento e as fortes pressões dos países ricos nas leis de propriedade intelectual. Leis estas que tornaram o conhecimento científico e os bens culturais valorizados pelas patentes e pelo direito autoral. O que transformou o conhecimento em mercadoria nobre promovida pela força da nova indústria, a qual na década de 1990 se revela também rentista. Tal fato, segundo denuncia Hugh Lacey , seria inerente ao modelo neoliberal que necessita rapidamente realizar os lucros, retornando os investimentos feitos em pesquisa.
Este alinhamento da informação à economia e ao capital a que nos referimos não fica na esfera da definição simplista de Mccreadie e Rice, da mercantilização da informação. Esta disposição à qual nos referimos pode ser constatada mais profundamente pelo próprio surgimento e desenvolvimento do núcleo de uma nova área da Economia: a “Economia da Informação”, núcleo este que de certa forma já tinha sido prenunciado por Machlup. É um fato podermos observar ao longo da história que, quando especificamente teóricos da Economia adentram novos núcleos de estudo, é porque os fenômenos de riqueza estão envolvidos.

## Assimetria da Informação
É pela teoria deste novo núcleo da Economia, denominado de Teoria da Assimetria da Informação ou dos Mercados de Informação Assimétrica, que se evidencia a preocupação científica com relação aos mercados, mas do mercado para o mercado, como estrutura de riqueza e não como estrutura assimétrica de uma análise de distribuição de riqueza. Os economistas nortes-americanos George Akerlof, Michael Spence e Joseph E. Stiglitz evidenciaram, empiricamente, que os mercados são imperfeitos porque seus atores não possuem as mesmas condições de processar, interpretar e utilizar informações, mesmo que as informações sejam de domínio coletivo. Os modelos econômicos neoclássicos tradicionais presumem a existência de informações perfeitas para todos os participantes do mercado. Todos sempre souberam que as informações nunca são perfeitas, mas imaginava-se que, se a informação não fosse muito imperfeita, a economia real se comportaria de um maneira muito semelhante à indicada pelos modelos teóricos. A maior contribuição da pesquisa de Stiglitz foi demonstrar que isso não é verdade: basta uma pequena imperfeição nas informações para causar um profundo efeito na natureza do equilíbrio econômico
Já James Mirrlees (Universidade de Cambridge, Inglaterra) e William Vickrey (Universidade de Colúmbia, Estados Unidos) realizaram também pesquisa nessa área nuclear da Economia, tendo apresentado exemplos de grupos que, na sociedade, detêm mais informações que outros, e podem usá-las estrategicamente, provocando distorções no mercado. Criticaram, então, os modelos teóricos de equilíbrio da economia, que não previam as situações de possibilidade de distorções nos mercados.
O fato é que a economia mais lastreada na informação contribuiu sobremaneira no reforço do caráter especulativo, estrategicamente circulando pelos mercados dos países de economia periférica, resultando num processo brutal de “financeirização” da economia com ênfase no domínio dos sistemas econômicos nacionais.

## Globalização e informação
Com o avanço da internacionalização dos circuitos econômicos, financeiros e tecnológicos, debilitaram os sistemas econômicos nacionais (FURTADO, 1998, p. 38). Sem contar que a mobilidade excessiva de capitais de curto prazo gerou três tipos de problemas para a gestão governamental macroeconômica, a saber: perda de autonomia na condução da política monetária, aumento da fragilidade externa da economia e tendência a uma flutuação cambial exacerbada em consequência dos grandes fluxos de capitais.
As agências de informação de rating risk nunca foram tão utilizadas. Os ratings divulgados sobre riscos relativos dos países emergentes, como o Brasil, passaram a representar informações para otimizar a renda do capital. Tais informações eram e são usadas de forma estratégica em favor dos grandes investidores internacionais, provocando inclusive distorções no mercado. Toda vez que alguma das agências eleva os referidos ratings, economias inteiras são afetadas.
Bancos Centrais dos países periféricos tentam se entrincheirar e armar defesas contra os “ataques especulativos à moeda” com ilusórias medidas ortodoxas sem muito sucesso.
Neste novo tipo de guerra novas vítimas surgem: em vez dos mortos e feridos tradicionais, a mortalidade da pobreza, a exclusão dos incluídos se fazem presente, pela própria e brutal transferência de renda ocasionada pela renda do capital volátil.
Podemos observar caso recente no Brasil que, por motivos políticos, diga-se eleições presidenciais em 2002, teve seu rating risk elevado, sofrendo consequências econômicas em função da informação.

### Online
Em português
- ALDRIGHI, Dante Mendes. Uma avaliação das contribuições de Stiglitz à teoria dos mercados financeiros. Rev. Econ. Polit. vol.26 no.1  São Paulo Jan./Mar. 2006 ISSN 0101-3157
- LASTRES, Helena Maria Martins e FERRAZ, João Carlos. Economia da Informação, do Conhecimento e do Aprendizado, Capítulo I, in: Informação e globalização na era do conhecimento, Helena M. M. Lastres, Sarita Albagli (organizadoras). — Rio de Janeiro: Campus, 1999.

Em inglês
- (em inglês) STIGLITZ, Joseph E., Economics of Information and the Theory of Economic Development,” Revista de Econometria, 5(1), April 1985: pp. 5–32.
- (em inglês) STIGLITZ, Joseph E. Prize Lecture: Information and the Change in the Paradigm in Economics. Joseph E. Stiglitz held his Prize Lecture December 8, 2001, na Aula Magna, Universidade de Estocolmo.  Stiglitz foi apresentado por Lars E.O. Svensson, Chairman da Cimissão do Pr~emio Nobel.
- (em inglês) STIGLITZ, Joseph E. Applications of the new paradigm. Article Excerpt, American Economist, 22-MAR-04